# علم روبوتات إدراكي
يهتم علم الروبوتات الإدراكي (Cognitive robotics) بمنح الروبوتات سلوكًا ذكيًا من خلال تزويدها بنظام معالجة يسمح لها بالتعلم وكيفية الإدراك عند الاستجابة لأهداف معقدة في عالم معقد.

## القضايا الأساسية
في حين طبقت الأنماط التقليدية للنمذجة الإدراكية أنظمة ترقيم رمزية لتكون وسيلتها في تصوير العالم، ثبت أن تحويل العالم إلى هذه الأنواع من صور التمثيل الرمزي يعد أمرًا صعبًا إن لم يكن مستحيلاً. لذا كان من الطبيعي أن يكون كل من الإدراك والحركة وفكرة التمثيل الترميزي هي القضايا الأساسية التي يتناولها علم الروبوتات الإدراكي.

## نقطة البداية
يرى علم الروبوتات الإدراكي أن الإدراك لدى الحيوانات هو نقطة بداية تطور معالجة الروبوتات للمعلومات، على عكس تقنيات الذكاء الاصطناعي الأقدم. ومن بين القدرات الإدراكية المستهدف تحقيقها في الروبوتات معالجة التعرّف وترتيب الاهتمام والتوقع والتخطيط والتنسيق الحركي المعقد والتفكير المنطقي حول العوامل الأخرى وربما حول حالاتها العقلية. ويجسد الإدراك الروبوتي سلوك العوامل الذكية في العالم المادي (أو العالم الافتراضي إذا كانت روبوتات محاكاة إدراكية). وفي النهاية لا بد أن يكون الروبوت قادرًا على التصرف في العالم الواقعي.

## تقنيات التعلم

### التقليد
ومن بين تقنيات التعلم المستخدمة في الروبوتات هي التعلم بالتقليد: حيث يراقب الروبوت أداء الإنسان لمهمة ما بعد تزويده بجميع المستشعرات والمكونات المادية المطلوبة لعمل مهمة بشرية، ثم يحاول الروبوت تقليد نفس الحركات التي أداها الإنسان في سبيل تنفيذ المهمة. ويتوقع أن يكون الروبوت قادرًا عن طريق المستشعرات على تكوين صورة ثلاثية الأبعاد للبيئة المحيطة والتعرف على الأشياء الموجودة في هذه الصورة. ويكمن التحدي الرئيس في تفسير المشهد وفهم وتحديد الأشياء المطلوبة وغير الضرورية لإنجاز المهمة.

### اكتساب المعرفة
هناك طريقة تعلم أكثر تعقيدًا هي اكتساب المعرفة التلقائي: حيث تستخدم الروبوتات في هذه الطريقة المستشعرات والمعلومات الخاصة بها عن الخصائص المادية للعالم، ثم تُترك لاستكشاف البيئة المحيطة بمفردها. ومن بين مسميات هذا السلوك الثرثرة الحركية. وتتمثل فكرة هذه الطريقة في ترك الروبوت يستكشف قدراته بمفرده.

## البرامج الأخرى
شرع بعض الباحثين في مجال علم الروبوتات الإدراكي في الاعتماد على برامج منها (آكت آر (ACT-R) وسور Soar (الهندسة الإدراكية))، كأساس تقوم عليه برامج علم الروبوتات الإدراكي. ونجح استخدام هذه البرامج في محاكاة أداء المشغل وأداء الإنسان عند نمذجة البيانات المعملية. وكانت فكرة هؤلاء الباحثين تتمثل في توسيع هذه البرامج لتتعامل مع المدخلات الحسية للعالم الواقعي إذ إن هذه المدخلات تزداد بمرور الوقت.

## أسئلة
هناك أسئلة جوهرية حول علم الروبوتات الإدراكي تحتاج إلى أجوبة شافية ومنها:
- ما هو القدر اللازم من البرمجة البشرية التي ينبغي أو يمكن توفيرها لدعم عمليات التعلم؟
- كيف يمكن للمرء قياس مقدار التقدم؟ تتمثل إحدى الطرق التي يتبناها البعض في سياسة الثواب والعقاب. ولكن أي نوع من الثواب وأي نوع من العقاب؟ فمثلاً عند تعليم الطفل، قد تكافئه بالحلوى أو بعض وسائل التشجيع وقد تأخذ العقوبة صورًا متعددة. ولكن ما الذي قد يجدي نفعًا مع الروبوتات؟

## وصلات خارجية
- iRobis Announces Complete Cognitive Software System for Robots
- The Xpero project
- RobotCub
- Institute of Robotics in Scandinavia AB (iRobis)
- RoboBusiness: Robots that Dream of Being Better
- www.Conscious-Robots.com